# Dorfkirche Bettmar
Die Dorfkirche Bettmar ist eine evangelisch-lutherische Kirche im niedersächsischen Bettmar. Sie bietet in ihrem Erscheinungsbild zwei Hauptaugenmerkmale: den mächtigen gotischen Turm mit der achteckigen Spitze und das einheitlich wirkende Kirchenschiff mit eingezogenem Chor. Das aus Bruchsteinen gemauerte Gotteshaus stammt aus dem 13. Jahrhundert.

## Lage
Die Dorfkirche im niedersächsischen Bettmar im Gemeindeverbund Vechelde liegt am Rande des alten Dorfes, dessen Gründung früher zu datieren ist als die der Kirche. Sie steht nahe der Einmündung der Sierßer Straße in die Breite Straße.

## Baubeschreibung und -geschichte

### Kirchengebäude
Das Gründungsdatum der Kirche ist nicht bekannt. Im Jahre 1301 jedoch wird ein Pfarrer in Bettmar erwähnt, so dass das Gotteshaus in jenem Jahr bereits bestanden haben dürfte. Aus dieser Zeit stammen die ältesten Teile des heutigen Bauwerkes, das 1766 seine jetzige Form erhielt.
Der Turm im Westen ist 8,63 Meter breit und 6 Meter tief. Die Glockenstube ist nach Westen hin mit zwei gepaarten rundbogigen Schalllöchern mit Trennungspfosten versehen. Nach Osten öffnen sich zwei, nach Norden und Süden nur je ein breites, spitzbogiges Schallloch mit Innennische. Die am östlichen Schallloch befindlichen Steinmetzzeichen dürften aus dem 13./14. Jahrhundert stammen.
Das einheitlich gestaltete Langhaus ist bis heute zahlreichen Änderungen unterworfen worden. Die Kirche wurde im Jahr 1679 gründlich renoviert. Die Inschrift renovatum 1679 findet sich über dem Spitzbogenabschluss in einem Seitenrahmen für ein nicht mehr erhaltenes Kreuzigungsrelief an der Ostwand. Schon 1577 beschwerten sich die Kirchenvorsteher über den schlechten baulichen Zustand der Kirche.
Eine umfangreiche Restaurierung und Umgestaltung erlebte die Kirche im Jahre 1766. Damals wurde der Chor abgerissen und die in der Kirchenschiffmitte befindliche Kanzel in eine neu errichtete Altar-Kanzel-Wand verlegt, für die allerdings der Beichtstuhl auf der Südseite und die Orgel auf der Nordseite weichen mussten. Die Orgel fand ihren neuen Platz auf der mit zwei Seitenemporen („Prichen“) neu eingezogenen Westempore.
Seither schmücken die Altar-Kanzel-Wand zwei korinthische Säulen, die oben ein gebrochenes und gebogenes Giebelsims tragen. Alle Fenster erhielten als oberen Abschluss einen Stichbogen.
Ein Inschriftstein mit Rokokoeinfassung an der Südwand der Kirche erinnert an die Umgestaltung des Gotteshauses: Jerem. XXXI V. 23: benedicat tibi dominus, habitaculum iustitiae mons sanctitatis. Exstructum anno MDCCXVI cura past. G.H. Weigeli (Jeremia 31,23: Der Herr segne dich, du Wohnung der Gerechtigkeit, du heiliger Berg).
Im Jahre 1903 wurde die Bettmarer Kirche nach den Vorschlägen des herzoglichen Hofdekorationsmalers Adolf Quensen ausgemalt und mit Motiven nach dem Stilempfinden dieser Zeit reichlich geschmückt, die aber bereits nach wenigen Jahren wieder verschwanden.
Die Kirchturmspitze erhielt 1824 einen vergoldeten Knauf, 1932 wurden die Schieferplatten vom Turm genommen und durch ein Kupferblech ersetzt. Im Sturm vom 13. November 1972 riss ein großes Kupferblech aus der Verankerung, wodurch sich das gesamte Turmdach verzog und eine komplette Neudeckung nötig war.
Im Jahre 1971 erhielt das Kircheninnere durch Neuverlegung des Fußbodens und die Entfernung der alten Kirchenbänke – mit Stühlen als Ersatz – ein verändertes Aussehen. Nach umfangreichen Bauarbeiten schließlich fand die Kirche 1985 durch eine neue Ausmalung aufgrund vorgenommener Untersuchungen eine Farbgebung, die sich an die von 1766 anschloss, jedoch auch noch Reste der Ausmalung von 1903 erkennen ließ – in einer Art Synthese von Elementen der Baugeschichte.

### Orgel
Im Jahre 1734 erhielt die Kirche eine Orgel – ein kleines Positiv aus der St.-Petri-Kirche in Braunschweig, allerdings als Privatbesitz des Lehrers und Organisten August Ludwig Bohnhorst. Erst nach dessen Tod 1749 zahlte die Kirchengemeinde die Kosten an dessen Witwe. Nach 120 Jahren war die Orgel dann in einem desolaten Zustand. Es dauerte aber noch bis 1865, bis der Braunschweiger Orgelbauer Titus Albert Lindrum einen Neubau erstellte – zweimanualig mit Pedal und 16 Registern.
Mehrfach fanden an der Orgel in den Folgejahren Reparaturen statt, wobei allerdings das Klangbild irreparablen Schaden nahm. So wurde eine neue Orgel notwendig, deren Werk – zweimanualig mit Pedal und elf Registern – die Orgelbauwerkstatt Schmidt & Thiemann (Hannover) in den alten, von Lindrum geschaffenen Prospekt, einbaute.

## Kirchengemeinde

### Kirchspiel
Bettmar gehörte einst zum Archidiakonat Schmedenstedt im Bistum Hildesheim. Die Reformation hielt 1525 unter Herzog Ernst („der Bekenner“) von Braunschweig-Lüneburg Einzug, was eine 1542 in Bettmar vorgenommene Kirchenvisitation belegt. Die Kirchenordnung, die Herzog Julius von Braunschweig-Wolfenbüttel 1569 erließ, fand auch in Bettmar Gültigkeit.
Der Reformator Martin Chemnitz setzte Generalsuperintendenten ein, die die geistliche Betreuung der die untergeordneten Inspektionen beaufsichtigenden (Spezial-)Superintendenten hatten. Bettmar kam zur Inspektion Barum, zu der auch die mit Bettmar verbundene Kirchengemeinde Sierße (Seyerß) gehörte.
Bis 1762 gehörte auch Fürstenau (ehedem Haslere) zum Bettmarer Kirchspiel, das zwischen 1563 und 1599 sowie 1933 und 1938 auch die Kirchengemeinde Wahle einschloss.
Die Kirchenbücher reichen zurück bis 1663.
Heute gehört die etwa 1200 Gemeindeglieder zählende Kirchengemeinde Bettmar mit der Sierßer Kirchengemeinde zur Propstei Vechelde in der Evangelisch-Lutherischen Landeskirche in Braunschweig mit Sitz in Wolfenbüttel.

### Pastoren und Pastorinnen
Aus vorreformatorischer Zeit ist der Name des Pastors Arnold de Bonstede (1301) bekannt. Seit Einführung der Reformation amtierten in Bettmar:
|     | Name                     | Amtszeit  | Bemerkung    |
| --- | ------------------------ | --------- | ------------ |
| 1.  | Conrad Blancke           | …?…–1570  |              |
| 2.  | Conrad Laffers           | 1570–1599 |              |
| 3.  | David Böckelius          | 1600–1607 |              |
| 4.  | Wilhelm Wackerhagen      | 1607–1616 |              |
| 5.  | Barthold Wissel          | 1616–1667 |              |
| 6.  | Christian Wissel         | 1667–1713 | Sohn von 5.  |
| 7.  | Gerhard Andreas Heite    | 1713–1732 |              |
| 8.  | Johann Peter Otto        | 1733–1749 |              |
| 9.  | Johann Christoph Selchow | 1750–1762 |              |
| 10. | Georg Heinrich Weigel    | 1764–1772 |              |
| 11. | Brandan von Kalm         | 1772–1808 |              |
| 12. | Ludwig von Kalm          | 1808–1858 | Sohn von 11. |
| 13. | Friedrich Kellner        | 1859–1879 |              |
| 14. | Wilhelm Vorlop           | 1879–1896 |              |
| 15. | Ernst Menadier           | 1896–1932 |              |
| 16. | Friedrich Dodt           | 1933–1961 |              |
| 17. | Jürgen Naumann           | 1961–1968 |              |
| 18. | Martin Schenk            | 1968–1969 |              |
| 19. | Martin Zieger            | 1970–1976 |              |
| 20. | Peter Brandt             | 1977–1984 |              |
| 21. | Jürgen Weißkichel        | 1986–1990 |              |
| 22. | Johann Niemann           | 1990–2015 |              |
| 23. | Harald Böhm              | 2016–2021 |              |
| 24. | Christine Böhm           | 2021–2022 |              |
| 25. | Peter Doerk              | ab 2025   |              |

### Kantoren/Organisten
|     | Name                             | Amtszeit  |
| --- | -------------------------------- | --------- |
| 1.  | August Ludwig Bohnhorst          | …?…–1749  |
| 2.  | Johann Volkmar Wachsmuth         | 1749–1794 |
| 3.  | Johann Friedrich Huxhagen        | 1794–1824 |
| 4.  | Andreas Julius Weber             | 1824–1827 |
| 5.  | Johann Heinrich Dienemann        | 1828–1833 |
| 6.  | Heinrich Konrad Rauch            | 1833–1868 |
| 7.  | Heinrich Friedrich Ludwig Nieper | 1868–1877 |
| 8.  | Heinrich Hartung                 | 1877–1899 |
| 9.  | Hermann Wölke                    | 1899–1934 |
| 10. | Elsbeth Jürgens                  | …?…–1937  |
| 11. | Käthe Meyer                      | 1937–1949 |
| 12. | Martha Dodt                      | 1949–1961 |
| 13. | Henrika Naumann                  | 1961–1968 |
| 14. | Hans Jürgen Weber                | 1969–1972 |
| 15. | Wolfgang und Martin Regener      | 1973–1978 |
| 16. | Carsten Hein                     | 1978–1989 |
| 17. | Jens Prüße                       | 1989–1998 |
| 18. | Stefanie Kaluza                  | seit 1999 |